# Hindan
Hindan (o Harnad, i a la part superior Chhaja) és un riu de l'estat d'Uttar Pradesh, a l'extrem occidental, prop del territori de Delhi (Territori de la Capital Nacional). Neix a les muntanyes Siwalik i corre en direcció sud per l'alt Doab; rep el Kali Nadi Occidental en el límit entre el districte de Meerut i el districte de Muzaffarnagar. Té un curs total d'uns 400 km i desaigua al Yamuna a Kasna (Greater Nodia) a 28° 28′ N, 77° 28′ E / 28.467°N,77.467°E. El 1877 es va fer una comunicació per portar aigua des del Canal del Ganges Superior i per mitjà d'un tall del riu prop de Ghaziabad l'aigua es pot portar al Yamuna (en un punt prop d'Okhal); el tall es va eixamplar el 1884 i altre cop el 1901 per permetre la navegació.